# Bulldoggsmyror
Bulldoggsmyror eller tjurmyror (Myrmecia) är ett släkte av upp till 2,5 centimeter långa, australiska myror. De förekommer även på Nya Kaledonien. På bakdelen av kroppen har bulldoggsmyror en giftgadd med vilken den kan utdela mycket smärtsamma sting.
Det finns ungefär 90 arter varav alla är endemiska för Australien, utom arten Myrmecia apicalis, som också finns sällsynt på Nya Kaledonien.
Det finns flera olika arter av bulldoggsmyror, varav den minsta, Jack Jumpern, är den farligaste och mest aggressiva. Arten Myrmecia pyriformis kallas även australisk bulldoggsmyra.

## Annan betydelse
Myrorna i släktet Myrmecia ska skiljas från underfamiljen Ponerinae, som på svenska också går under beteckningen bulldoggsmyror (engelska: bulldog ants). Arterna har tropisk och subtropisk utbredning, inklusive i delar av Sydamerika.